# Mary Reilly
Mary Reilly ist ein US-amerikanischer Spielfilm aus dem Jahr 1996. Der Regisseur war Stephen Frears, das Drehbuch schrieb Christopher Hampton anhand des Romans „Im Haus des Dr. Jekyll“ von Valerie Martin, der die berühmte Novelle Der seltsame Fall des Dr. Jekyll und Mr. Hyde von Robert Louis Stevenson variiert. Die Hauptrollen spielten Julia Roberts und John Malkovich.

## Handlung
Mary Reilly ist neu als Dienstmädchen bei Dr. Henry Jekyll. Im Dienstbotenbereich herrscht penible Kontrolle. Das Bild von London und der damaligen Zeit wird düster gezeichnet. Die Straßen sind dunstverhangen. Viele Aufnahmen sind auch im Haus bei Nacht nur durch Lampen erhellt. Mary wird als schüchterne junge Frau um die 20 Jahre vorgestellt, die von Alpträumen gequält wird. So muss sie in der Küche mit ansehen, wie ein Aal, noch halb lebendig gehäutet und zerteilt wird – dieser erscheint ihr lebendig auf dem Küchentisch im Traum. Mit ihr sorgen die Küchenfrau, der erste Butler, der zweite Butler und ein weiteres Hausmädchen für die tägliche Versorgung des Hauses. Dr. Jekyll (John Malkovich) zeigt schon zu Beginn Interesse an ihr, vermutlich als Frau, was er allerdings nicht zulässt, und auch aus medizinischer Sicht, denn er fragt sie, woher sie ihre Narben an Hals und Handgelenken habe. Es sind Bissspuren. Henry Jekyll wird als älterer Mann in den 40ern eingeführt. Mit grau gelocktem, halbkurzem Haar, Bart und Zylinder macht er einen gesetzten Eindruck. Mary betrachtet den Doktor zu Beginn voller Ehrfurcht und Dankbarkeit, da er ein genügsamer Herr ist, wie sie dem anderen Hausmädchen sagt. Mary Reilly kann lesen und blättert beim Abstauben in der Bibliothek auch in den Büchern von Dr. Jekyll, der sie ermuntert, sich gern Bücher von ihm zu leihen. Mary ist ein sehr schüchternes Mädchen und lehnt das Angebot ab, weil sie nicht möchte, dass die anderen Dienstboten denken, sie würde sich über sie stellen. Doch allmählich entwickelt sich langsam eine Freundschaft zwischen den beiden. Sie unterhalten sich, wenn sie ihm das Frühstück ans Bett bringt. Dr. Jekyll hat zunehmend Probleme zu schlafen und kommt abends spät nach Hause. Das andere Dienstmädchen sagt Mary auf deren Frage, warum der Herr nicht verheiratet sei, dass Dr. Jekyll in „Häuser“ gehe – sie meint Bordelle – und Mary antwortet darauf naiv: „Nein, das glaube ich nicht.“
Um zu begründen, warum sie sich so lange im Schlafzimmer des Herren aufhält, erfindet sie die Lüge, dass sie sich über Blumenbeete im Hof unterhalten haben – später deckt Dr. Jekyll ihre Aussage – so sorgt Mary Reilly dafür, dass der Innenhof begrünt wird. Er sticht wie eine kleine Oase aus den sonst schwarz und grauen Gemäuern hervor. Die kritische Beobachtung des platonischen Miteinanders von Mary und Dr. Jekyll bleiben jedoch weiterhin nicht ohne Kommentar. Die Küchenchefin erzählt, dass bei ihrer letzten Anstellung der Hausherr eines der Hausmädchen hat kommen lassen morgens um 9 und sie schließlich schwanger war und ohne Zeugnis entlassen wurde.
Anfangs noch verschlossen, erzählt Mary Dr. Jekyll eines Abends in der Bibliothek die Geschichte, wie sie zu den Narben kam. Ihr Vater (Michael Gambon) hat sie als etwa 7-jähriges Kind mit dem Gürtel verprügelt, weil sie eine Tasse aus Versehen zerbrochen hatte. Er hat sie in einen Schrank gesperrt zusammen mit einer Ratte, die ihr die Bissspuren beigebracht hatte. Hier wird zum einen das Motiv des Trinkens eingeführt: Durch den Alkohol wurde ihr Vater ein anderer Mensch. Zum anderen hatte ihr Vater wohl auch einen eigenartigen Gang. „Es war, als würde jeder Schritt meinen Namen rufen“ sagt sie. Beide Momente tauchen bei Dr. Jekyll / Mr. Hyde auf. Auch er hat einen asymmetrischen Gang und die Flüssigkeit – das Medikament macht ihn zu Hyde, dem andern Menschen.
Über Dr. Jekyll wird durch die Küchenchefin bekannt, dass ihn ein Leiden plagt, er keine Abendgesellschaften und Vorlesungen mehr gibt und sich zusehends mehr in seinem Laboratorium einsperrt.
Eines Tages taucht der als neuer Assistent des Doktors eingeführte Edward Hyde auf (ebenfalls Malkovich, ohne Bart, mit langem dunklem Haar, leicht hinkendem Gang). Mary ist von seinen Obszönitäten abgestoßen und zugleich fasziniert. Sie hatte in den Medizinbüchern des Doktors obszöne und andere provokante Schmierereien entdeckt. Er zeigt merkliches Interesse an ihr, zieht sie auf seinen Schoß, fasst sie an, was sie entschieden zurückweist. Hyde macht in den Gesprächen klar, dass er nicht viel von Konventionen hält und äußert sich abfällig über das scheinheilige Leben der Aristokraten. Der 2. Butler fragt Mary mit einem Grinsen, ob der neue Assistent auch die Finger von ihr lassen könne, was Mary peinlich berührt.
Mary soll im Auftrag des Doktors eine Unterkunft für Mr. Hyde in einem Bordell erbitten, um das Misstrauen der Diener zu mindern und ihn mehr vom Herrenhaus fernzuhalten. Hier trifft sie auf die Wirtin/Puffmutter Mrs. Farraday (Glen Close), die sie mit Neugier und großer Selbstgefälligkeit mustert. Auch Dr. Jekylls Jugendfreund Sir Danvers Carew (Ciaran Hinds) begegnet sie hier, der offenbar Spaß daran hat, mit besonders jungen Frauen zu schlafen. Die junge Prostituierte im Mädchenkleid und zwei Zöpfen heißt sogar auch Mary.
Im Folgenden wird Mary damit konfrontiert, dass Mr. Hyde im Bordell eine Prostituierte schwer verletzt oder sogar getötet hat. Das Zimmer ist blutverschmiert, eine Ratte mit geöffnetem Leib liegt auf dem Tisch (FSK 16 Version) Mrs. Farraday ist außer sich, nimmt allerdings das Geld. Auch wird gezeigt, dass Mr. Hyde gewalttätig ist und auf ein Kind in der Straße eintritt, das etwa in dem Alter ist, in dem Mary von ihrer Mutter nach dem Rattenangriff von zu Hause weg in einen Dienst gegeben wurde. Dr. Jekyll verteidigt Mr. Hydes Verhalten und spricht von „Amateuroperationen“, weshalb das Zimmer so voll mit Blut war.
Mary hat nun auch Träume von Mr. Hyde, der zu ihr ins Bett kommt. Anfangs noch überrascht und abwehrend gesteht sie ihm, dass sie sich gewünscht hat, dass er kommt. Sie erwacht und ist überrascht, was ihr Traum ihr offenbart hat. Sie liebt den wilden Anteil Hyde, den der Doktor so sehr zu verstecken versucht.
Mary unterhält sich sowohl mit Dr. Jekyll als auch mit Mr. Hyde über die menschliche Natur, wobei beide die Formulierung, dass die Gefühle, die Wut kommen und gehen „wie die Gezeiten“ (engl. the tides) – bei dieser Formulierung wird Mary klar, was sie vermutlich schon ahnte: Jekyll und Hyde sind nicht etwa Vater und Sohn (wie auch der 2. Butler vermutete), sondern die gleiche Person. Es wird offenbar, dass Dr. Jekyll ein Mittel ersonnen hat, (um seine schlechten Gefühle von ihm abzuspalten) – dabei ist die Verwandlung in Mr. Hyde geschehen. Er kann diese anstehenden Verwandlungen aber nicht rückgängig machen, dass Hyde in Erscheinung tritt, da dem Mittel eine unbekannte Substanz beigemischt war, durch eine Verunreinigung in der Apotheke. Mr. Hyde tritt nun zunehmend hervor, wenn es ihm passt bzw. wenn Dr. Jekyll sich nicht die Hände schmutzig machen will, etwa um Mrs. Farraday aus dem Haus zu weisen. Dr. Jekyll kann es nicht aufhalten. Während seiner Verwandlung in Hyde tötet Hyde nicht nur Mrs. Farraday (in der FSK16 Fassung sieht der Zuschauer, wie er ihren abgetrennten Kopf in den Händen hält), sondern auch Sir Danvers Carew (in der FSK 16 Fassung sieht der Zuschauer, wie er mit dem Spazierstock von Hyde/Jekyll massakriert wird, während er mit einem Mädchen unterwegs ist). Infolgedessen wird Hyde von der Polizei gesucht. Mary, die ihn kurz vorher gesehen hat und die er geküsst hat, schweigt um ihn zu schützen.
Währenddessen ist auch Marys Mutter gestorben. Auf der Beerdigung trifft sie ihren Vater, von dem sie allerdings kein Geld als Unterstützung für die Beerdigung annehmen will. Er fragt, ob sie sich nicht wieder sehen wollen. Sie verneint erschrocken, worauf hin er ihr den Vorwurf macht, dass ihre Mutter nicht so nachtragend gewesen sei. Sie verlässt fast panisch bei dem Gedanken den Friedhof.
Der Konflikt spitzt sich zu, als eines Morgens nicht Dr. Jekyll, sondern Mr. Hyde im Bett des Doktors liegt. In der FSK 16 Fassung sieht der Zuschauer, warum zu Beginn des Films Babygeschrei aus dem Laboratorium zu hören war. Die letzte Verwandlung von Hyde in Jekyll wird derart dargestellt, dass aus dem Inneren des Erwachsenen Hyde ein Baby wächst, das zunehmend größer wird und sich in Jekyll verwandelt, währenddessen Hydes Körper unter Schmerzen schrumpft. Die letzte Mischung für die Verwandlung war von Hyde mit einem Gift versetzt, sodass Jekyll in seiner Gestalt stirbt. Reilly legt sich neben ihn eine Weile auf den Operationstisch. Nach seinem Tod ist jedoch Mr. Hyde wieder durchgebrochen und scheint zufrieden zu grinsen. Zum Schluss sagt Mary Reilly, dass Jekyll meinte, es sei ihm egal, was die Welt von ihm denke. Ihr gehe es ebenso. Sie packt ihre Sachen und verlässt das Haus von Dr. Jekyll.

## Kritiken
Roger Ebert schrieb in der Chicago Sun-Times vom 23. Februar 1996, der Film entspreche mehr dem Geist des Romans von Robert Louis Stevenson als die früheren Verfilmungen, weil er weniger auf die Spezialeffekte setze. Stattdessen sei der Charakter von Mary Reilly mit ihren zwiespältigen Gefühlen gegenüber Jekyll / Hyde ausgearbeitet.

## Auszeichnungen
Der Regisseur Stephen Frears wurde für den Filmpreis Goldener Bär und mit Julia Roberts für die Goldene Himbeere nominiert.

## Hintergründe
Die Produktionskosten des Films betrugen ca. 40 Mio. US-Dollar, davon 8 Mio. US-Dollar für das Honorar von Julia Roberts. Bei einem Einspielergebnis in den USA von ca. 6 Mio. US-Dollar gilt der Film als wirtschaftlich nicht erfolgreich.
Es gibt eine FSK 12 Fassung, die deutlich weniger Horrormomente enthält als die FSK16 Fassung auf DVD. Konkrete Gewaltdarstellungen, intime Momente, ein abgetrennter Kopf, eine tote Ratte und die tricktechnisch gut gemachte Verwandlung von Jekyll in Hyde sind nur auf Letzterer zu sehen.